# 軒月堂
軒月堂（けんげつどう、生没年不詳）とは、江戸時代の浮世絵師。

## 来歴
師系・経歴不明。懐月堂派の画風で肉筆美人画を残しており、作画期は享保の頃とされる。昭和7年（1932年）刊行の『肉筆浮世絵選集』にその作として「美人図」の図版を載せるが、この絵の消息については現在不明である。